# Índice de preços ao produtor

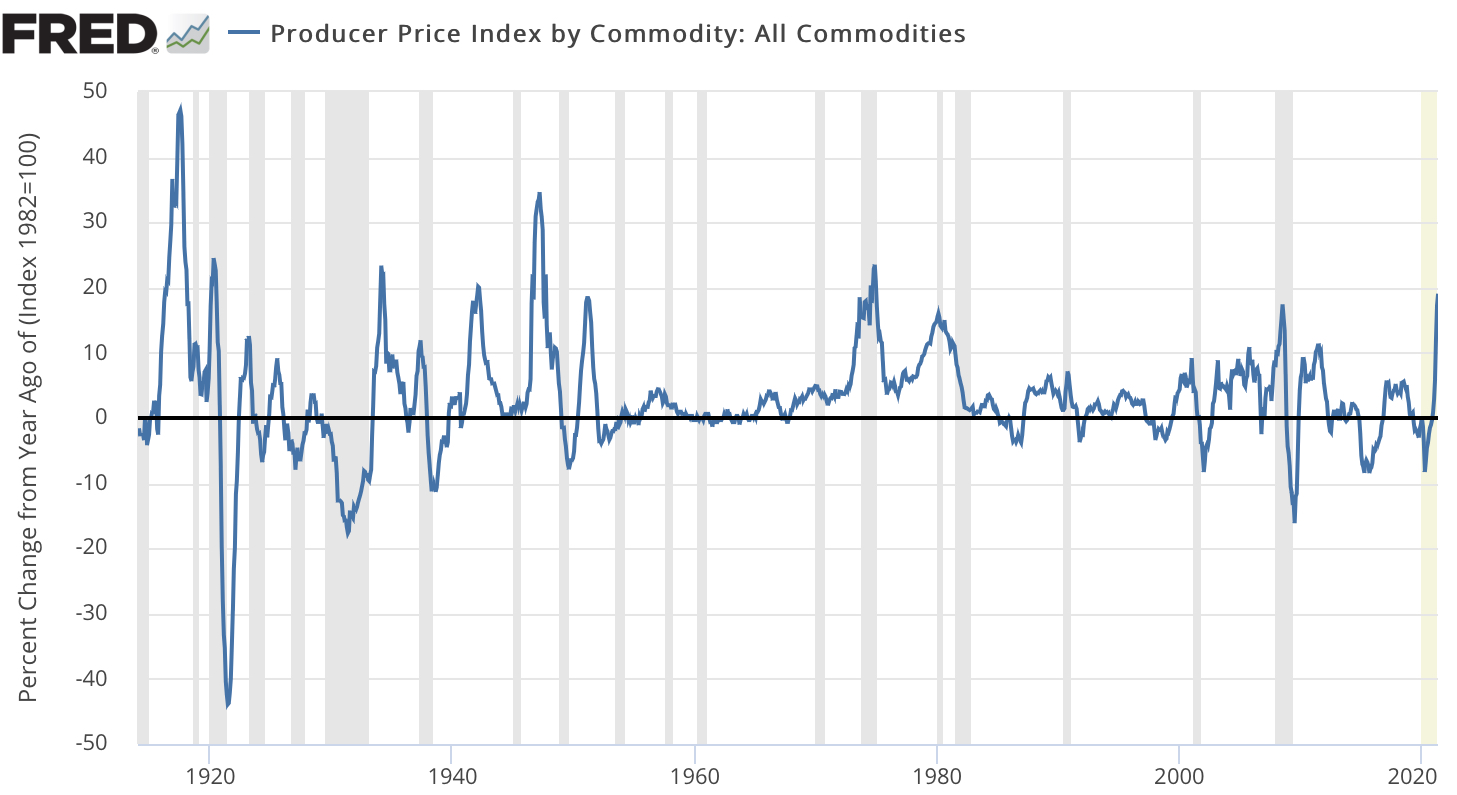
Índice de preços do produtor

Um índice de preços ao produtor (IPP) é um índice de preços que mede as variações médias nos preços recebidos pelos produtores domésticos por sua produção.

## Medidas relacionadas
Vários países que agora relatam um índice de preços ao produtor relataram anteriormente um índice de preços no atacado.

## IPPs em todo o mundo

### Estados Unidos
Nos EUA, o IPP era conhecido como Índice de Preços no Atacado, ou WPI, até 1978. O PPI é um dos mais antigos sistemas contínuos de dados estatísticos publicados pelo Bureau of Labor Statistics, bem como uma das mais antigas séries de tempo econômicas compiladas pelo Governo Federal dos Estados Unidos. As origens do índice podem ser encontradas em uma resolução do Senado dos Estados Unidos de 1891 autorizando o Comitê de Finanças do Senado a investigar os efeitos das leis tarifárias "sobre as importações e exportações, o crescimento, o desenvolvimento, a produção e os preços de artigos agrícolas e manufaturados em dentro e fora do país”.

### Índia
O Índice Indiano de Preços por Atacado (WPI) foi publicado pela primeira vez em 1902 e agora usa o IPC. O IPP ainda não foi formulado na Índia.